# Pamětní kostel císaře Viléma
Protestantský Pamětní kostel císaře Viléma (německy Kaiser-Wilhelm-Gedächtniskirche) je kostel v centru německé metropole Berlína. Nachází se na území (bývalého) Západního Berlína na náměstí Breitscheidplatz, na východním konci hlavního berlínského bulváru zvaného Kurfürstendamm. Kostel je pojmenován po pruském králi a německém císaři Vilémovi I. Byl původně vystavěn na památku Viléma I. jeho vnukem Vilémem II.

## Historie
Kostel, který navrhl Franz Heinrich Schwechten, byl v roce 1895 dostavěn v novorománském stylu. V průběhu noci 23. listopadu 1943 byl zasažen spojeneckým bombardováním (hlavně britskou Royal Air Force), takže v troskách zůstalo stát jen torzo hlavní věže. Věž měří již jen 63 metrů z původních 113 m.
Poválečně byl postaven nový kostel, jeho věž i síň přiléhají k poničenému torzu. Na východní straně sousedí osmiúhelníková síň a na západní šestiboká věž. Novostavba vznikla v letech 1959–1963. Ruina kostela se stala protiválečným pomníkem.
V kostele se nachází kříž, který byl vytvořen z hřebíků nalezených v troskách anglické Coventryské katedrály. Anglická katedrála byla zničena bombardováním německé Luftwaffe dne 14. listopadu 1940.